# Centre de Quartier Kirchberg
Le Centre de Quartier Kirchberg (allemand : Stadtteilzentrum Kirchberg, en anglais : Kirchberg District Centre), aussi appelé Forum Kirchberg, est un complexe de bâtiments à usage mixte situé dans le nord-est du quartier Kirchberg de Luxembourg-Ville, Luxembourg, contenant à la fois un complexe de bureaux et un centre commercial, leurs principaux locataires étant respectivement l'office statistique de la Commission européenne, Eurostat, et un hypermarché Auchan. Les parties du bâtiment dédiées à l'usage de bureaux sont appelées « bâtiment Joseph Bech » ou JBBK, d'après le père de l'Europe et ancien Premier ministre luxembourgeois Joseph Bech. La galerie marchande du complexe est appelée « centre commercial Kirchberg ». 

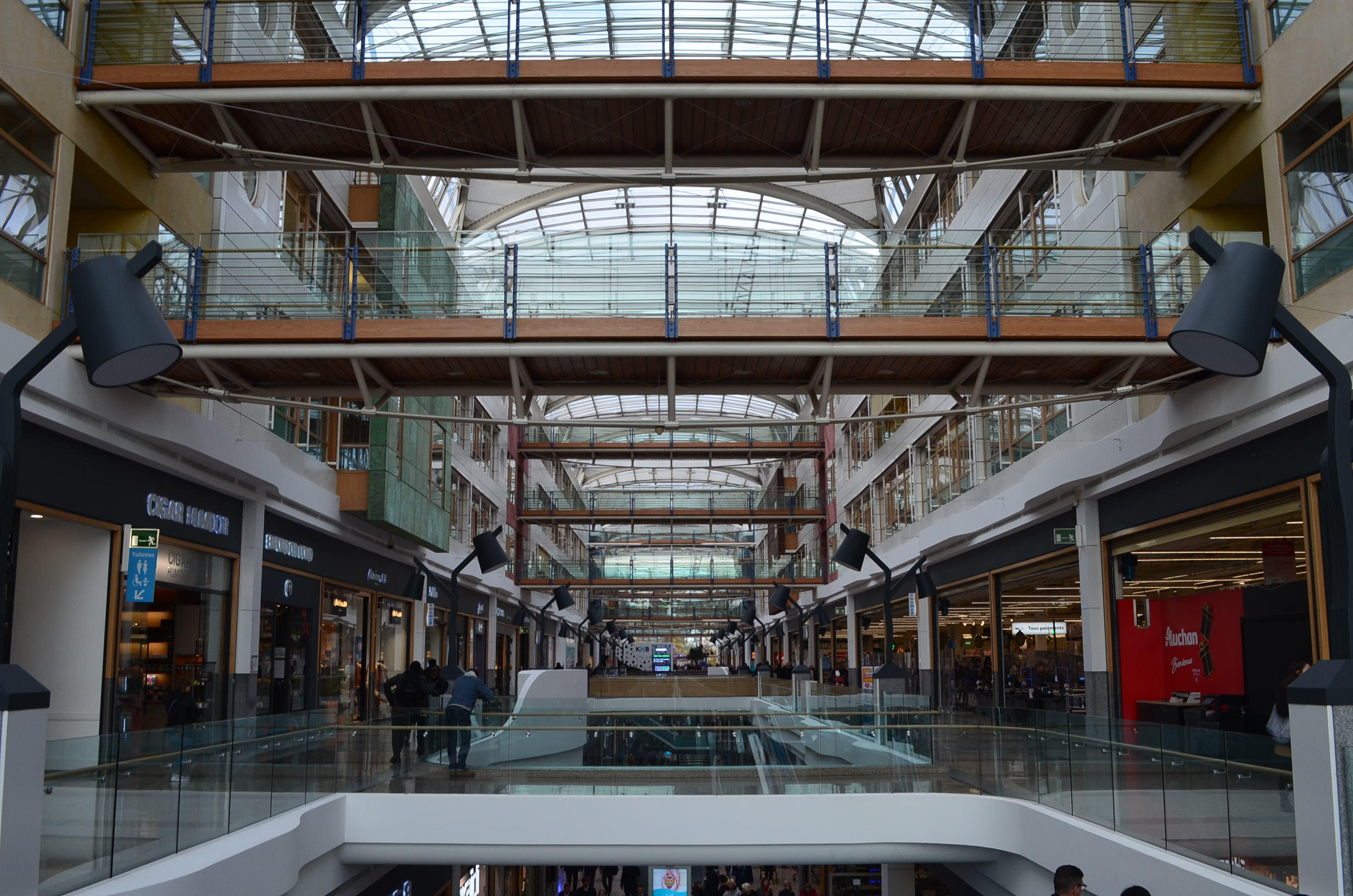
Vue de l'intérieur

## Histoire

### Construction
Les travaux de construction du bâtiment ont commencé en octobre 1993, les parties du bâtiment liées au centre commercial étant achevées en 1996 et les bureaux achevés en septembre 1998,. Le coût total du projet est d'environ 300 millions d'euros.  
L'architecte en chef du projet est Martin Lammar du cabinet d'architectes luxembourgeois Atelier A+U, en partenariat avec Lars Iwdal du cabinet d'architecture suédois arkitektbyrån ab et Murray Church de Hochtief Luxembourg. 
Entre 1999 et 2001, les parkings de l'immeuble sont agrandis. 
Entre avril 2008 et juillet 2009, une nouvelle aire de restauration est ajoutée au centre commercial dans le cadre de travaux réalisés par la société de construction CBL, en utilisant une conception du cabinet d'architectes Moreno Architecture & Associates.  

### Propriété et locataires
Les parties de l'immeuble correspondant au centre commercial ont été acquises par le groupe de distribution français Auchan.  Un hypermarché Auchan, occupant les deux étages au nord-est de la galerie marchande y est installé comme magasin phare. Le détaillant estime la zone de chalandise à 25 kilomètres. Le centre commercial plus large est ouvert au public le 26 novembre 1996. Martin Draber, alors directeur d'Auchan Kirchberg, déclare que la principale justification commerciale de son ouverture est de "récupérer une partie des 8 milliards de francs luxembourgeois" dépensés annuellement par les consommateurs luxembourgeois en dehors de ses frontières, plutôt que de concurrencer directement les entreprises locales. En 2020, le centre commercial contient 66 boutiques et 16 restaurants.  
L'espace de bureaux du complexe, connu sous le nom de bâtiment Joseph Bech, fait partie entre 2004 et 2018 d'un fonds immobilier à capital fixe détenu par Commerz Real avant d'être vendu à un acheteur anonyme,,. Depuis l'ouverture du bâtiment en 1998, le principal locataire de l'immeuble Joseph Bech est la Commission européenne, qui utilise le bâtiment pour abriter son organisme statistique, Eurostat.  Cette disposition a été prise en raison du manque d'espace de bureaux dans le principal complexe luxembourgeois de l'institution, le bâtiment Jean Monnet. La Commission européenne prévoit de quitter le bâtiment et de mettre fin à son bail actuel en 2023, avec le transfert du personnel dans le bâtiment Jean Monnet 2, actuellement en construction dans le quartier européen du Kirchberg.  

## Conception
La structure principale du complexe est un bâtiment allongé de cinq étages, qui s'étend de l'avenue John F. Kennedy au Circuit de la Foire Internationale. La structure principale a une superficie d'environ 180 000 m² et se compose de deux galeries parallèles de chaque côté d'un atrium central enjambé par un toit en verre et en polytétrafluoroéthylène (PTFE),,,. Les premier et deuxième étages comprennent la zone du centre commercial, tandis que les étages supérieurs sont dédiés aux bureaux. Des ponts, qui enjambent l'atrium central, au-dessus des niveaux commerciaux, relient deux espaces de bureaux parallèles. Attachés à la structure principale, le long de sa bordure nord, face à la rue Carlo Hemmer, se trouvent quatre ailes parallèles identiques de cinq étages utilisées comme bureaux. Entre les deux ailes les plus proches du Circuit de la Foire Internationale se trouve une extension ultérieure du deuxième étage du centre commercial, sous la forme d'une aire de restauration à un étage, ajoutant 2,400 m² de surface au sol. Une structure de bureau cuboïde de cinq étages attachée à l'aile la plus proche de John F. Kennedy fait face à la route. Le Centre de Quartier Kirchberg possède une ossature en acier. Environ 12 000 tonnes d'acier sont utilisées dans la construction initiale. 
Une grande partie de l'infrastructure du bâtiment et le garage à plusieurs étages, avec 3 500 places de stationnement, sont situés dans les trois niveaux de sous-sol du bâtiment. 
Le bâtiment est en escalier, l'entrée piétonne du centre commercial de l'avenue John F Kennedy étant au-dessus du niveau de la rue, et le centre commercial n'occupant que le deuxième étage en direction du Circuit de la Foire Internationale.

## Emplacement
Le Centre de Quartier Kirchberg est situé dans le quartier éponyme Kirchberg. Au nord se trouvent le plus grand multiplexe cinématographique du pays, Kinepolis Kirchberg et le palais des congrès du Luxembourg, "Luxexpo The Box". Situé entre le complexe et le Circuit de la Foire Internationale se trouve le bâtiment KUBIK (aussi appelé Club House Kirchberg), une structure en forme de cube, actuellement occupée par le mécanisme européen de stabilité.  
L'adresse officielle du complexe et l'entrée principale de la rue pour son espace de bureau sont indiquées comme le 5 rue Alphose Weicker, la rue formant la limite sud du bâtiment. Cependant, les entrées publiques du centre commercial sont situées à l'est sur l'avenue John F. Kennedy, à l'ouest sur le circuit de la Foire Internationale et au nord via l'aire de restauration de la rue Carlo Hemmer.  

## Transport
Depuis décembre 2017, des services de tramway sont disponibles à l'arrêt de tramway «Alphonse Weicker» situé en face de l'entrée de l'avenue John F. Kennedy de l'immeuble. 